# Ribautia coarctata
Ribautia coarctata är en mångfotingart som beskrevs av Ribaut 1923. Ribautia coarctata ingår i släktet Ribautia och familjen storjordkrypare.
Artens utbredningsområde är Nya Kaledonien. Inga underarter finns listade i Catalogue of Life.